# Regeringen Kekkonen I
Regeringen Kekkonen I var Republiken Finlands 33:e regering. Den bestod av ministrar från de borgerliga partierna Agrarförbundet, Framstegspartiet och Svenska folkpartiet. Dess ämbetsperiod kom att vara i 307 dagar, från 17 mars 1950 till 17 januari 1951. 
Statsminister Urho Kekkonen var också inrikesminister.
| Minister | Period                                                      | Parti                           |
| --- | ----------------------------------------------------------- | ------------------------------- |
| Statsminister Urho Kekkonen                                                                                              | 17.3.1950–17.1.1951                                         | Agrarförbundet                  |
| Utrikesminister Åke Gartz                                                                                                | 17.3.1950–17.1.1951                                         | opolitisk                       |
| Minister i utrikesministeriet Sakari Tuomioja                                                                            | 17.3.1950–17.1.1951                                         | Framstegspartiet                |
| Justitieminister Heikki Kannisto                                                                                         | 29.7.1948–17.3.1950                                         | Framstegspartiet                |
| Inrikesminister Urho Kekkonen                                                                                            | 17.3.1950–17.1.1951                                         | Agrarförbundet                  |
| Minister i inrikesministeriet Lauri Riikonen Johannes Virolainen                                                         | 17.3.1950–30.9.1950 30.9.1950–17.1.1951                     | Agrarförbundet                  |
| Försvarsminister Kustaa Tiitu                                                                                            | 17.3.1950–17.1.1951                                         | Agrarförbundet                  |
| Finansminister V.J. Sukselainen                                                                                          | 17.3.1950–17.1.1951                                         | Agrarförbundet                  |
| Andre finansminister Nils Meinander                                                                                      | 17.3.1950–17.1.1951                                         | SFP                             |
| Undervisningsminister Lennart Heljas                                                                                     | 17.3.1950–17.1.1951                                         | Agrarförbundet                  |
| Jordbruksminister Taavi Vilhula                                                                                          | 17.3.1950–17.1.1951                                         | Agrarförbundet                  |
| Andre jordbruksminister Eemil Luukka                                                                                     | 17.3.1950–17.1.1951                                         | Agrarförbundet                  |
| Minister för kommunikationsväsendet och allmänna arbetena Martti Miettunen                                               | 17.3.1950–17.1.1951                                         | Agrarförbundet                  |
| Minister i ministeriet för kommunikationsväsendet och allmänna arbetena Kauno Kleemola Lauri Riikonen Vihtori Vesterinen | 17.3.1950–17.1.1951 24.3.1950–31.3.1950 31.3.1950–17.1.1951 | Agrarförbundet                  |
| Handels- och industriminister Sakari Tuomioja Teuvo Aura                                                                 | 17.3.1950–30.9.1950 30.9.1950–17.1.1951                     | Framstegspartiet                |
| Socialminister Ralf Törngren                                                                                             | 17.3.1950–17.1.1951                                         | SFP                             |
| Minister i socialministeriet Vihtori Vesterinen Kauno Kleemola Teuvo Aura                                                | 17.3.1950–17.1.1951 24.3.1950–30.9.1950 30.9.1950–17.1.1951 | Agrarförbundet Framstegspartiet |

## Fotnoter
1. ↑  33. Kekkonen Arkiverad 11 december 2014 hämtat från the Wayback Machine.. Statsrådet. (finska)